# 詐騙女王
是2023年上映的韓國動作喜劇電影，由《K先生》的導演李勝俊執導，嚴正化、珉雅、宋詩曦、朴呼山、孫炳昊及金才禾領銜主演。2023年10月11日在韓國上映，台灣上映時間為2023年10月20日。

## 劇情
以百變妝容見長的專業騙徒「智慧」，因犯罪手法過時，面臨被市場淘汰的危機。
就在她苦苦哀求情報頭子給工作時，發現一票不得了的大目標，藏在古董富豪家中的上百億黃金！
面對連騙徒老友都失手的高難度案件，智慧究竟能否成功騙倒目標、躲過警察追緝，順利地交出漂亮成績單並金盆洗手？

## 演員陣容

### 主要人物
- 嚴正化 飾演 智慧，有點江郎才盡的專業騙徒。特長是百變妝容。
- 珉雅 飾演 珠英，智慧的獨生女，時常協助媽媽作案。擅長攀岩。
- 宋詩曦 飾演 朴完奎，古董富豪世家的少爺。外號「奢華奎」，是個喜愛在社群平台炫富的自戀男。
- 朴呼山 飾演 喬治，表面上是西裝店主。實際上是經營地下情報收集站的情報頭子。
- 孫炳昊 飾演 朴基亨，擁有上百億財產的古董富豪世家家主。
- 金才禾 飾演 久美子，基亨的管家兼得力助手。

### 其他人物
- 金成植 飾演 賢宇，因無法做出實績而苦惱著的刑警。對珠英抱有好感。
- 朴真宇 飾演 加德，基亨和久美子的部下。
- 鄭英珠 飾演 美子，專業騙徒，也是智慧的老友。曾挑戰竊取朴家財產但失敗而歸。
- 赵汉俊 饰演 民俊
- 郑寅基 饰演 金组长
- 柳正浩 饰演 码头附近的委托人
- 朴修荣 饰演 朴老师
- 河成光 饰演 朴基亨主治医生

### 特别出演
- 朴星雄

## 其他
- 此為嚴正化時隔三年重返大銀幕之作。
- 10月6日電影上映前，由嚴正化、方珉雅演唱的OST《美麗的女孩》正式公開。這是一首氣氛激動人心的舞曲，由嚴正化親自參與作詞。[3]